# Campylonotus rathbunae
Campylonotus rathbunae is een garnalensoort uit de familie van de Campylonotidae. De wetenschappelijke naam van de soort is voor het eerst geldig gepubliceerd in 1926 door Schmitt.